# Залужный, Александр Самойлович
Александр Самойлович Залужный (9 [21] декабря 1886, Покровское, Херсонская губерния — 3 апреля 1941) — российский революционер, советский учёный-педолог. Член Украинской Центральной рады.

## Биография
Родился 9 (21) декабря 1886 года в селе Покровское (ныне город Апостолово) в многодетной крестьянской семье.
Начальное образование получил в земской школе, впоследствии продолжил обучение в Херсонской учительской семинарии, из которой был исключён за политическую деятельность.
В 1907 году арестован и помещён в Херсонскую политическую тюрьму, совершил побег и эмигрировал во Францию, где совмещал работу с обучением в политехникуме, а затем в Парижском университете Сорбонна. Вернулся в Российскую Империю в 1910 году и сосредоточился на революционной деятельности.
Вновь арестован и сослан на каторгу, отбыв которую выслан на поселение в село Рыбное Енисейской губернии.
В 1917 году стал членом Украинской Центральной рады. Принимал участие в деятельности борьбистов.
Вскоре перебрался во Владивосток, где окончил Государственный дальневосточный университет и остался в нем работать преподавателем и деканом. В 1922 году посещал Японию, где знакомился с организацией образования.
В 1924 году переехал в Харьков, где сначала работал в Харьковском институте народного образования на научно-исследовательской кафедре педологии, возглавлял секцию социальной педагогики.
С образованием в 1926 году Украинского научно-исследовательского института педагогики (УНДИП) назначен руководителем секции. Занимался исследованиями вопросов ученического коллектива. Написал несколько десятков научных статей, три монографии.
В 1926 году вышла работа «Сельская трудовая школа. Теория и практика», где раскрыл своё понимание термина «трудовая школа», обосновывает её отличия от городской школы. В статье «Метод тестов в нашей школе» рассмотрел актуальную в то время проблему тестирования как ведущего средства определения одарённости ребёнка.
Результаты экспериментальной работы публиковались в журналах «Советское образование», «Путь образования», «Украинский вестник экспериментальной педагогики и рефлексологии».
В 1935 году переехал в Москву, где работал в Научно-исследовательском институте специальных школ и детских домов Наркомпроса РСФСР.
В январе 1938 года арестован и заключён в тюрьму.
Умер 3 апреля 1941 года, посмертно реабилитирован.